# Tzitzak
Tzitzak (turc : Çiçek ; décédée vers 750), baptisée Irène (grec moderne : Ειρήνη), était une princesse Khazar, fille du khagan Bihar. Elle devint impératrice de l'Empire romain d'Orient à la suite de son mariage avec l'empereur Constantin V (qui régna de 741 à 775).

## Impératrice
En 732, l'Empire romain d'Orient est sous la menace d'une invasion par le califat omeyyade. L'empereur byzantin Léon III l'Isaurien cherche des alliés et envoie une ambassade chez le Khagan des Khazars,  Bihar. L'alliance est scellée au travers d'un mariage entre Tzitzak et Constantin V, le fils de Léon III, associé à la dignité impériale.
Tzitzak est escortée jusqu'à Constantinople afin de célébrer le mariage. Constantin est alors âgé d'environ quatorze ans. Tzitzak est, semble-t-il, encore plus jeune que lui, puisqu'elle n'enfantera pas avant d'avoir atteint dix-huit ans. Tzitzak se convertit au christianisme et se fait baptiser sous le nom d'Irène. À la suite du mariage, la robe de mariée d'Irène devient rapidement célèbre, et suscite une nouvelle mode pour les robes à Constantinople appelée tzitzakia.
Les chroniques de Théophane le Confesseur, moine iconodule, indiquent qu'Irène apprit à lire les textes sacrés. Il la décrit comme pieuse, à la différence de son beau-père et de son mari qui auraient fait preuve d'« impiété ». Les empereurs Léon III l'Isaurien et Constantin V sont réputés pour être iconoclastes. L'impératrice Irène, en revanche, partageait les mêmes opinions que Théophane, ce qui explique que ce dernier ait fait son éloge.
Il n'est pas certain que Maria, la belle-mère d'Irène, ait été encore l'impératrice-mère au moment du mariage d'Irène et de Constantin V. Le père de Constantin V, l'empereur Léon III, meurt le 18 juin 741. Constantin V lui succède sur le trône, Irène étant impératrice. Cependant, une guerre civile éclate presque immédiatement lorsqu'Artabasde, beau-frère de Constantin V, revendique le trône. La guerre civile dure jusqu'au 2 novembre 743. Le rôle d'Irène dans la guerre n'est pas mentionné dans les écrits de Théophane.
Le 25 janvier 750, Irène donne naissance à un garçon, Léon, qui succédera à son père, sous le nom de Léon IV, plus connu sous le nom de « Léon IV le Khazar ». La naissance de Léon marque la dernière mention d'Irène dans les récits historiques. L'année suivante, Constantin se marie avec sa seconde épouse Marie. La chercheuse Lynda Garland émet l'hypothèse que Tzitzak soit morte en couches.
Le mot tzitzak serait une version hellénisée du mot turc çiçek, qui signifie « fleur ».

## Sources
- (en) Cet article est partiellement ou en totalité issu de l’article de Wikipédia en anglais intitulé « Tzitzak » (voir la liste des auteurs).